# Christiane Kubrick
Pour les articles homonymes, voir Kubrick (homonymie) et Harlan.
Christiane Kubrick, également créditée sous le nom Susanne Christian ou son nom de naissance Christiane Harlan, est une actrice, chanteuse, danseuse et peintre allemande, née le 10 mai 1932 à Brunswick.
Elle a été l'épouse du cinéaste Stanley Kubrick.

## Biographie
Christiane Susanne Harlan est une des nièces du réalisateur allemand Veit Harlan. Compagne du cinéaste Stanley Kubrick de 1957 à 1999, elle rencontre son futur mari pendant le tournage du film Les Sentiers de la gloire où elle interprète, pendant la scène finale, une chanson traditionnelle racontant l'histoire d'un soldat allemand et de sa bien-aimée (« Der treue Husar » : Le Hussard fidèle). En 1957, elle divorce de son premier mari Werner Bruhns avec lequel elle a eu une fille Katarina, née en 1953 (qui devient, le 10 mars 1984, l'épouse de Philip Hobbs avec lequel elle a trois enfants avant de divorcer en 2001). Elle s'est mariée avec Kubrick en 1958, ensemble ils ont eu deux filles, Anya, née le 6 avril 1959 et Vivian, née le 5 août 1960.
Christiane Kubrick abandonne son métier d'actrice, qu'elle exerçait sous le nom de scène Susanne Christian, pour se consacrer à la peinture.
Stanley Kubrick utilise les toiles de sa femme pour les décors de ses films Orange mécanique (intérieur de la dame aux chats) et Eyes Wide Shut (intérieur de l'appartement du Dr Hardford). Elle fait d'ailleurs une apparition dans ce dernier film, derrière Tom Cruise dans le Café Sonata.
Son frère, Jan Harlan, devient le producteur exécutif de Kubrick à partir de 1975 (Barry Lyndon et sur les films suivants). En 2001, il réalise un documentaire de 142 minutes : Stanley Kubrick: A Life in Pictures.

## Filmographie
- 1955 : Amour, tango, mandoline, actrice (Susanne Christian)
- 1955 : Avec des roses, l'amour commence, actrice (Susanne Christian)
- 1957 : Les Sentiers de la gloire, actrice (Susanne Christian)
- 1971 : Orange mécanique – peintures et sculptures des intérieurs
- 1999 : Eyes Wide Shut – peintures et figuration
- 2001 : Stanley Kubrick : Une vie en image – interview avec Christiane Kubrick
- 2002 : Opération Lune – interview avec Christiane Kubrick